# Madagaskarkricka
Madagaskarkricka (Anas bernieri) är en starkt hotad andfågel i familjen änder som enanrt förekommer på Madagaskar.

## Utseende
Madagaskarkrickan är med en längd på 40–45 centimeter en relativt liten simand. I färgsättningen är den rätt blekt varmt gråbrun med fjällmönster tydligast på flanker och bröst. Vingspegeln är svart inramat av en bred vit kant och näbben något uppsvängd blekt grårosa. Till skillnad från många andra arter saknar huvudet en tydlig ansiktsteckning.

## Utbredning och systematik
Fågeln förekommer i låglänta områden på västra Madagaskar. Den behandlas som monotypisk, det vill säga att den inte delas in i några underarter. Arten är närmast släkt med de nyzeeländska änderna brunkricka (Anas chlorotis) och aucklandkricka (A. aucklandica).

## Levnadssätt
Under häckningstid återfinns den i periodvis översvämmade mangroveträsk med Avicennia marina, som den på ett unikt sätt vadar igenom i jakt på insekter och frön. Den häckar i hål i mangroveträd och ungarna är flygga efter 45–49 dagar. Under häckningstiden lever den mestadels i par som håller ihop i flera år. Efter häckningen söker den upp sjöar rika på växtlighet för att rugga, varefter den rör sig till grunda kustnära områden. Då kan den ses i grupper om upp till 40 fåglar.

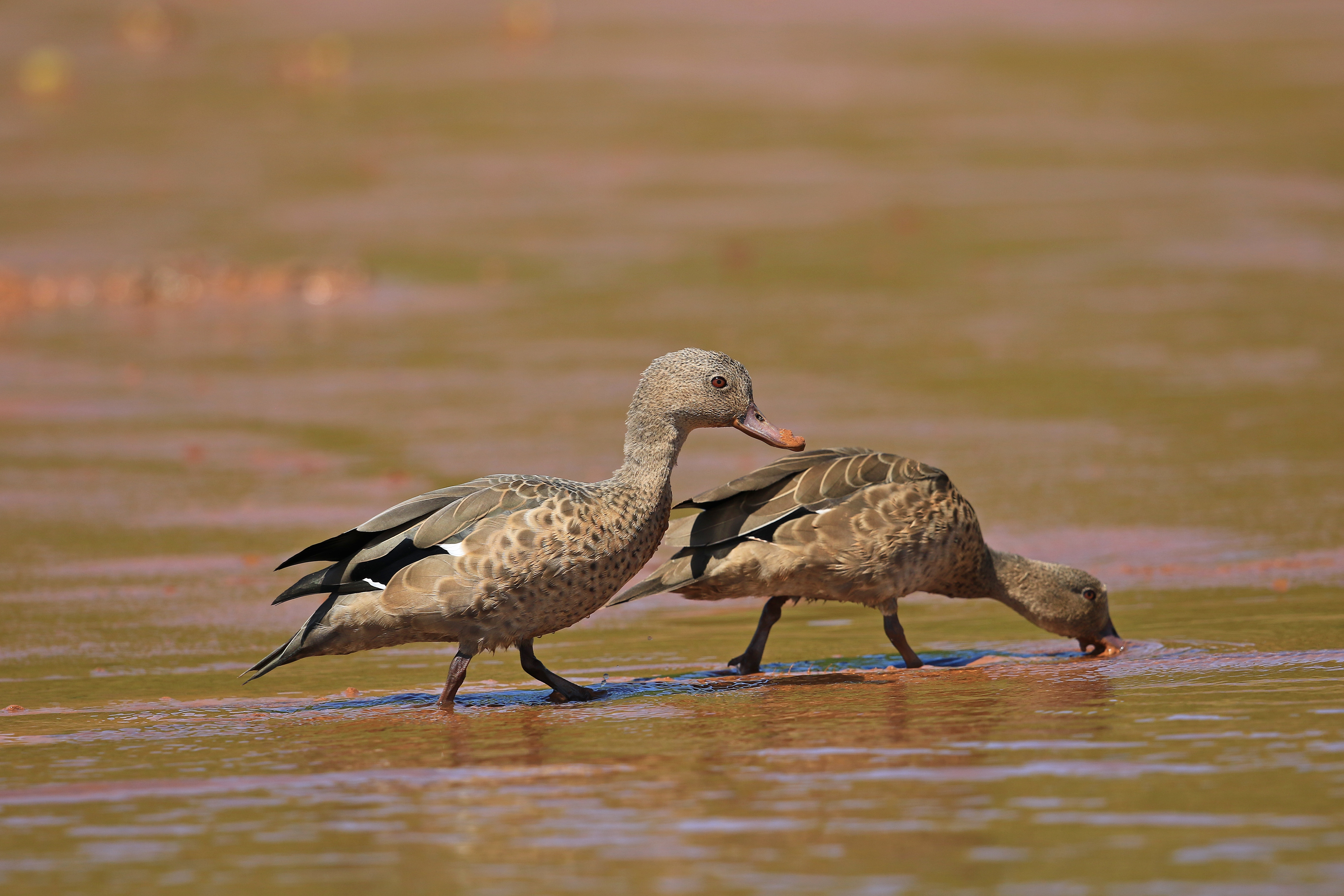
Ett par madagaskarkricka, karakteristiskt födosökande.

## Status
IUCN kategoriserar arten som starkt hotad. Den sammanlagda populationen har uppskattas uppgå till endast 630-1 900 vuxna fåglar och den tros minska kraftigt till följd av habitatförlust, jakt och störningar från människan.

## Namn
Fågelns vetenskapliga artnamn hedrar franske kirurgen och naturforskaren Alphonse Charles Joseph Bernier (1802-1858), verksam som samlare på Madagaskar.

## Bildgalleri

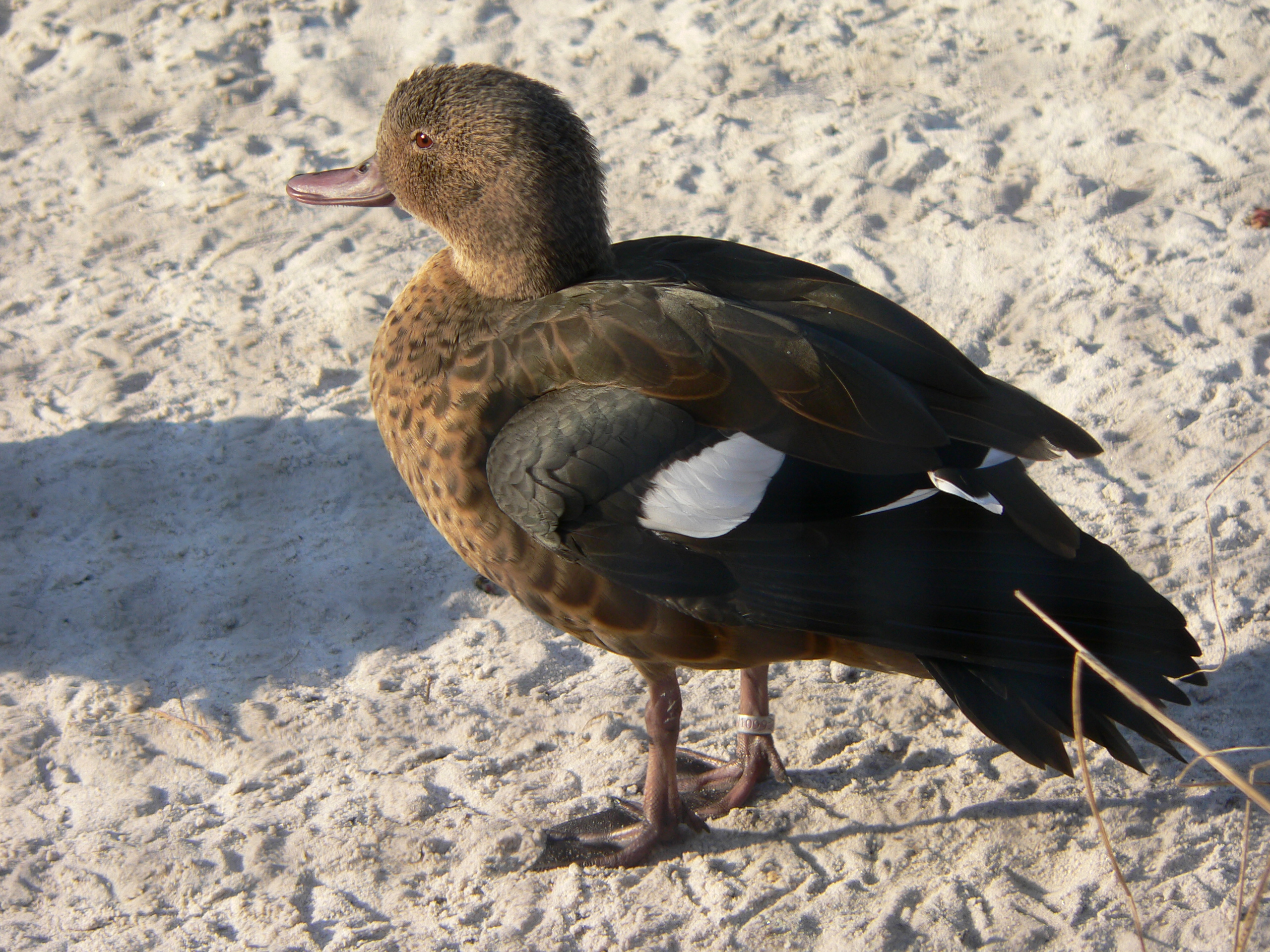
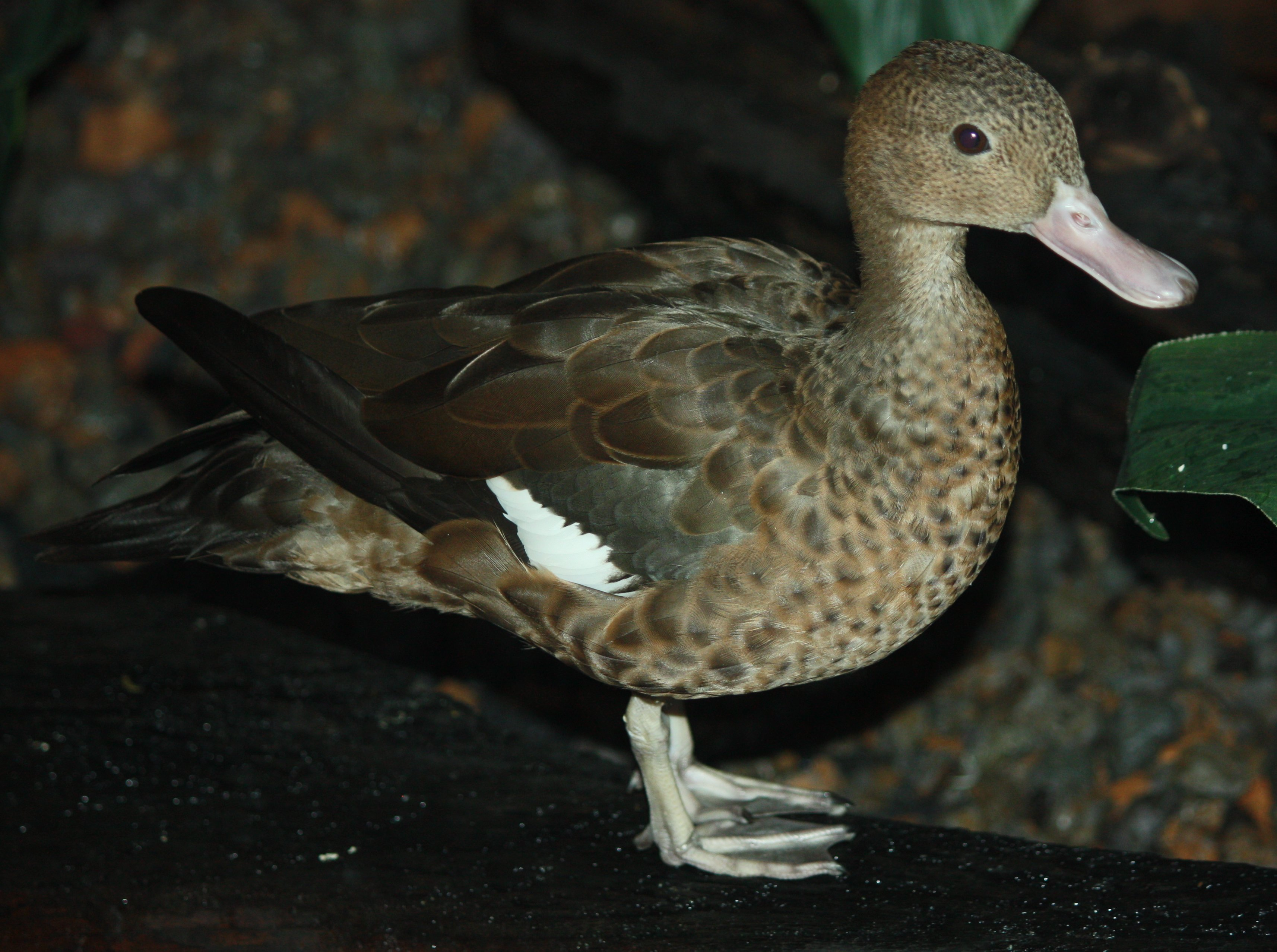
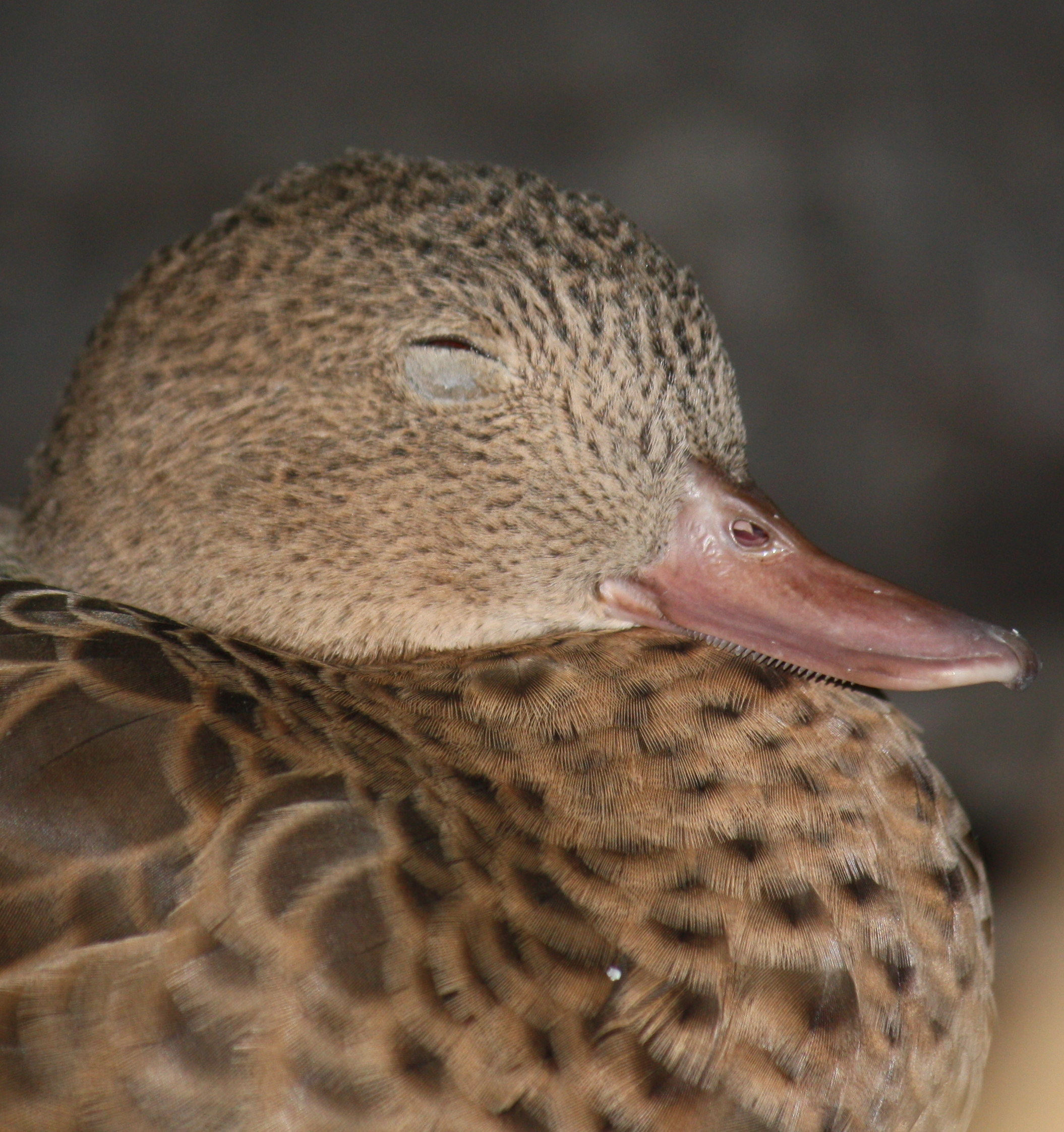